# Buciumi (Sălaj)
Pour les articles homonymes, voir Buciumi.
Buciumi (en hongrois Vármező, en allemand Butschum) est une commune roumaine du județ de Sălaj, dans la région historique de Transylvanie et dans la région de développement du Nord-ouest.

## Géographie
La commune de Buciumi est située dans le sud du județ, à la limite avec le județ de Cluj, sur le cours supérieur de l'Agrij, au sud des monts Meseș, à 26 km au sud de Zalău, le chef-lieu du județ.
La municipalité est composée des six villages suivants (population en 2002) :
- Bodia (305) ;
- Bogdana (476) ;
- Buciumi (1 375), siège de la commune ;
- Huta (30) ;
- Răstolț (274) ;
- Sângeorgiu de Meseș (379).

## Histoire
La première mention écrite de la commune date de 1491 sous le nom de Warmezew mais la commune a été le lieu de construction d'un castrum romain qui était un des points fortifiés du système défensif de la Dacie romaine.
La commune, qui appartenait au royaume de Hongrie, faisait partie de la principauté de Transylvanie et elle en a donc suivi l'histoire.
Après le compromis de 1867 entre Autrichiens et Hongrois de l'empire d'Autriche, la principauté de Transylvanie disparaît et, en 1876, le royaume de Hongrie est partagé en comitats. Buciumi intègre le comitat de Szilágy (Szilágymegye).
À la fin de la Première Guerre mondiale, l'Empire austro-hongrois disparaît et la commune rejoint la Grande Roumanie.
En 1940, à la suite du deuxième arbitrage de Vienne, elle est annexée par la Hongrie jusqu'en 1944, période durant laquelle sa communauté juive est exterminée par les nazis. Elle réintègre la Roumanie après la Seconde Guerre mondiale.
Butschum est aussi le village dans lequel Béla Bartok a composé sa quatrième danse roumaine, sur un thème populaire de cet endroit.

## Politique
Le conseil municipal de Buciumi compte 11 sièges de conseillers municipaux. À l'issue des élections municipales de juin 2008, Ioan Holhoș (PNL) a été élu maire de la commune.
| Parti                             | Nombre de conseillers |
| --------------------------------- | --------------------- |
| Parti national libéral (PNL)      | 4                     |
| Parti démocrate-libéral (PD-L)    | 3                     |
| Parti social-démocrate (PSD)      | 3                     |
| Parti de la Grande Roumanie (PRM) | 1                     |

## Démographie

### Ethnies
En 1910, à l'époque austro-hongroise, la commune comptait 4 769 Roumains (89,93 %), 309 Hongrois (5,83 %), 54 Allemands (1,02 %) et 122 Slovaques (2,30 %).
En 1930, on dénombrait 4 706 Roumains (90,66 %), 62 Hongrois (1,19 %), 119 Juifs (2,29 %), 129 Roms (2,49 %) et 168 Slovaques (3,24 %).
En 1956, après la Seconde Guerre mondiale, 5 284 Roumains (98,09 %) côtoyaient 40 Hongrois (0,74 %), 44 Roms (0,82 %) et 19 Slovaques (0,35 %).
En 2002, la commune comptait 2 580 Roumains (90,87 %) et 259 Roms (9,13 %). On comptait à cette date 1 520 ménages et 1 418 logements.

### Religions
En 2002, la composition religieuse de la commune était la suivante :
- Chrétiens orthodoxes, 82,59 % ;
- Pentecôtistes, 10,17 % ;
- Baptistes, 3,24 % ;
- Grecs-Catholiques, 2,11 %.

## Économie
L'économie de la commune repose sur l'agriculture, l'élevage et l'exploitation des forêts. La région dispose d'importants atouts touristiques (paysages, folklore, artisanat).

## Communications

### Routes
Buciumi est située sur la route régionale DJ108A qui mène vers Agrij au nord et vers le județ de Cluj au sud.

## Lieux et monuments
- Răstolțu Mare, église orthodoxe en bois des Sts Archanges datant de 1839.